# Luis Miró Quesada Valega
Luis José Miró Quesada Valega (Lima, 10 de junio de 1942), es un empresario y periodista peruano. Fue presidente del Grupo El Comercio, conglomerado peruano de medios de comunicación propietario del célebre diario El Comercio.

## Biografía
Es hijo del arquitecto y periodista peruano Luis Miró Quesada Garland y de Leonor Valega Sayán. Por su lado paterno, es miembro de la prominente Familia Miró Quesada, propietarios del Grupo El Comercio, el conglomerado mediático más grande del país que administra varios periódicos, canales de televisión, entre otros negocios. Además, es pariente del marino peruano Antonio de la Guerra Gorostidi, quien participó en la Guerra del Pacífico.
Asimismo, por su lado materno es nieto del comerciante italiano Tomás Valega Vasallo y bisnieto del exalcalde de Miraflores Manuel Bernardo Sayán y Palacios. Es también pariente del político Emilio Sayán y Palacios, del héroe de Combate naval de Angamos Enrique Palacios Mendiburu y descendiente del héroe del Combate del 2 de mayo José Gálvez Egúsquiza y del coronel del ejército libertador Juan Crisóstomo de Mendiburu.
Realizó sus estudios universitarios en la Universidad Nacional Mayor de San Marcos.

## Vida profesional
Es accionista y trabaja en la empresa familiar desde la década de 1960. Integra el directorio del Grupo El Comercio desde 1991. 
Entre 1998 y el 2005 ocupó la presidencia del Grupo El Comercio. Posteriormente, dejó el cargo para asumir la presidencia del directorio de América Televisión en el 2007. Al mismo tiempo, fue integrante del directorio de la constructora Graña y Montero, la empresa de su primo hermano el arquitecto José Graña Miró Quesada, entre el 2011 y el 2014.